# Il ladro del re
Il ladro del re (The King's Thief) è un film del 1955 diretto da Robert Z. Leonard e Hugo Fregonese.
È un film d'avventura statunitense con Ann Blyth, Edmund Purdom e David Niven. È ambientato a Londra nel XVII secolo, durante il regno di Carlo II.

## Produzione
Il film, diretto da Robert Z. Leonard e, non accreditato, Hugo Fregonese su una sceneggiatura di Christopher Knopf e un soggetto di Robert Hardy Andrews, fu prodotto da Edwin H. Knopf per la Metro-Goldwyn-Mayer e girato dal 27 dicembre 1954 a metà febbraio 1955. Fregonese fu sostituito da Leonard dopo un attacco influenzale che lo rese inizialmente inabile al ruolo. Quando fu pronto per ritornare a dirigere le riprese, rinunciò definitivamente per screzi con la produzione.

## Distribuzione
Il film fu distribuito con il titolo The King's Thief negli Stati Uniti dal 5 agosto 1955 al cinema dalla Metro-Goldwyn-Mayer.
Altre distribuzioni:
- in Svezia il 20 febbraio 1956 (Kungens tjuv)
- in Germania Ovest il 30 marzo 1956 (Des Königs Dieb)
- in Austria nell'aprile del 1956 (Des Königs Dieb)
- in Finlandia il 13 aprile 1956 (Kuninkaan varas)
- in Turchia nel dicembre del 1956 (Saltanat hirsizlari)
- in Portogallo il 13 agosto 1957 (O Ladrão do Rei)
- in Danimarca il 23 novembre 1959 (Kongens tyveknægt)
- in Germania Est il 6 luglio 1988 (in TV)
- in Brasile (O Ladrão do Rei)
- in Spagna (El ladrón del rey)
- in Grecia (O kleftis tou vasileos)
- in Ungheria (A király tolvaja)
- in Italia (Il ladro del re)
- in Polonia (Król i zlodziej)

## Critica
Secondo Leonard Maltin il film è "sontuoso" ed è caratterizzato da un'ottima interpretazione di Niven.

## Promozione
La tagline è: A romance inspired by a true story of a soldier of fortune!.